# Daniel Friedrich Sturm

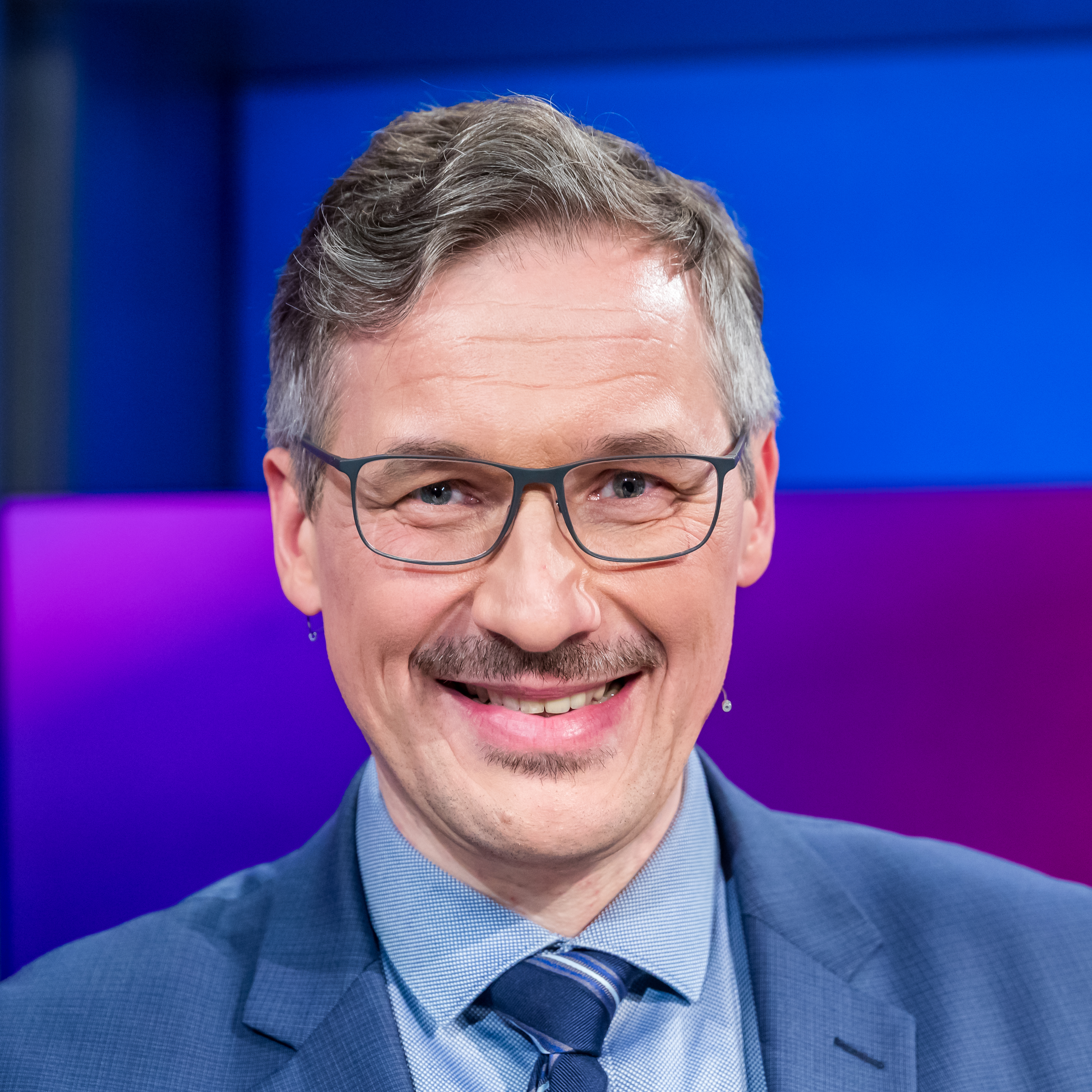
Daniel Friedrich Sturm, 2025

Daniel Friedrich Sturm (* 1973 in Bochum) ist ein deutscher Journalist und Autor.

## Leben und Wirken
Nach seiner Schulzeit studierte Sturm Politikwissenschaft, Osteuropäische Geschichte und Volkskunde an der Rheinischen Friedrich-Wilhelms-Universität Bonn, wo er Mitglied der Studentenverbindung Bonner Wingolf war. Sturm schrieb Artikel für die deutsche Zeitung Die Welt. Er war seit der Jahrtausendwende Politikredakteur der Welt, der Welt am Sonntag und der Berliner Morgenpost. Während seiner Zeit bei der Welt war er für das Ressort Innenpolitik, als Parlamentskorrespondent in Berlin und als Korrespondent in den Vereinigten Staaten tätig. Seit April 2023 ist er Leiter des Hauptstadtbüros des Tagesspiegels.
Für seine Dissertation Uneinig in die Einheit bei Gerd Langguth in Bonn wurde er mit dem Willy-Brandt-Preis zur Förderung von Nachwuchswissenschaftlern der Bundeskanzler-Willy-Brandt-Stiftung ausgezeichnet.

## Familie
Sturms Vater Erdmann Sturm war Hochschullehrer am Institut für Evangelische Theologie und ihre Didaktik der Evangelisch-Theologischen Fakultät der Universität Münster. Sein Bruder Johannes Gerhard Sturm (* 1981) wurde 2012 persönlicher Referent des damaligen Bundespräsidenten Joachim Gauck.

## Werke
- Sigmar Gabriel: Patron und Provokateur, gem. mit Christoph Hickmann. Deutscher Taschenbuch Verlag, München 2016, ISBN 978-3-423-28104-1
- Peer Steinbrück. Der Kandidat. Mit Karikaturen von Heiko Sakurai. Erw. Neuausg. München, 2013 (dtv; 34787, Biografie), ISBN 978-3-423-34787-7
- Peer Steinbrück, Biografie. Deutscher Taschenbuch Verlag, München 2012, ISBN 978-3-423-24924-9.
- Wohin geht die SPD? Deutscher Taschenbuch-Verlag, München 2009, ISBN 978-3-423-24709-2.
- Uneinig in die Einheit: die Sozialdemokratie und die Vereinigung Deutschlands 1989/90. Dietz, Bonn 2006, ISBN 3-8012-0363-8.
- Ulf Bauer, Walther Keim, Daniel Friedrich Sturm: Zu Lande, zu Wasser und in der Luft: die Bundespräsidenten 1949 bis 1999 in der Karikatur. Bruckmann, München 1999, ISBN 3-7654-3462-0.